# Taxe nationale sur les véhicules de transport de marchandise

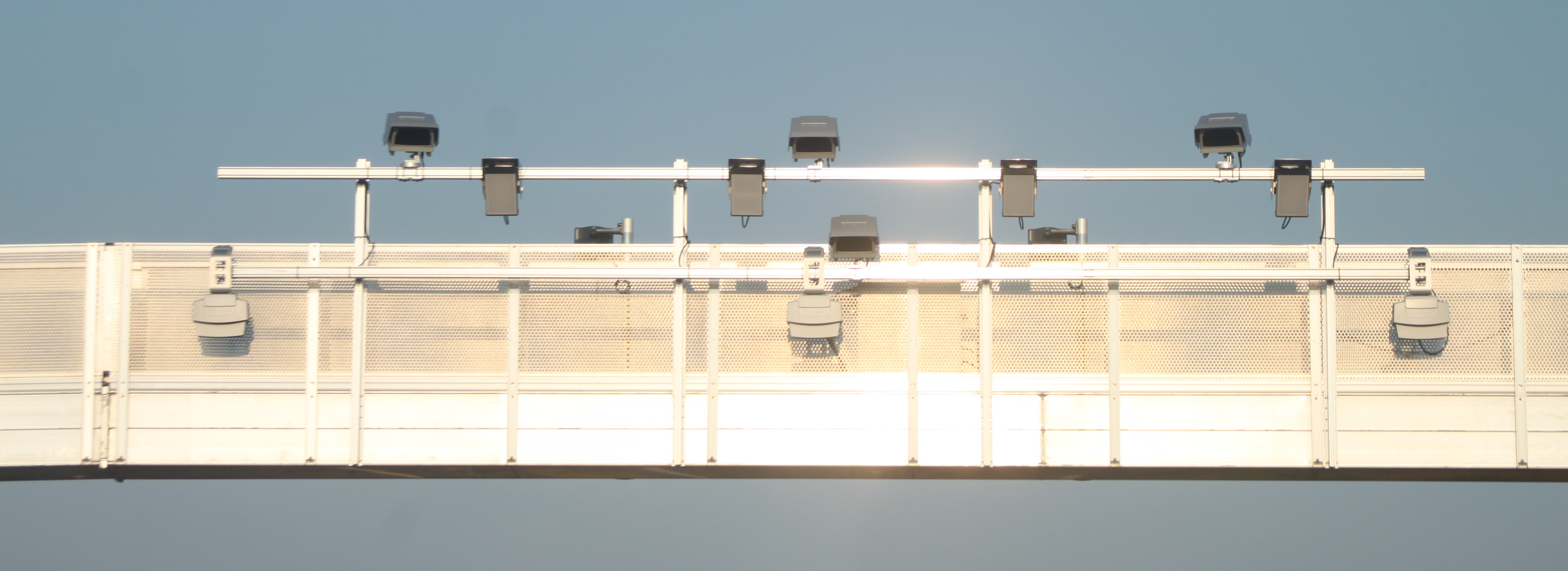
Instruments d'un portique français.

La taxe poids lourds, officiellement « taxe nationale sur les véhicules de transport de marchandise », parfois appelée « écotaxe » ou « écoredevance poids lourds », aurait dû être  la version française de la redevance poids lourds liée aux prestations applicable en France, dont l'objectif est de diminuer les transports routiers jugés polluants et énergivores et de financer le développement des transports fluviaux ou ferroviaires.
Cette taxe, critiquée fin 2013 avant sa mise en œuvre, devait s'appliquer aux véhicules de transport de marchandises de plus de 3,5 tonnes circulant en France sur certaines routes nationales et départementales. Elle vise à faire payer l'usage de ces routes par leurs utilisateurs en leur faisant supporter les coûts réels du transport routier de marchandises (dégradation de la voirie, financement des infrastructures routières), alors que ce coût est aujourd'hui intégralement supporté par l'impôt commun. Son principe a été voté en 2009, dans le cadre de la loi Grenelle 1. Son entrée en vigueur était prévue le 1er janvier 2014. Repoussée à janvier 2015, elle a finalement été suspendue par la ministre de l’Écologie, Ségolène Royal, le 9 octobre 2014. 
La taxe s’applique aux véhicules de transport de marchandises qui empruntent le réseau taxable indépendamment du contenu transporté par ces véhicules. Ces véhicules de transport de marchandises sont définis par le décret no 2013-618 du 11 juillet 2013 « relatif à la définition des véhicules assujettis à la taxe sur les véhicules de transport de marchandises ». Ce dispositif, issu de la directive « Eurovignette », est déjà présent en Allemagne, en Slovénie, en Autriche et en République tchèque. Il permet d'harmoniser les règles de financement des infrastructures au niveau européen et a pour effet d'inciter les transporteurs à rationaliser leurs déplacements et à limiter les transports à vide. En France, les sommes collectées auraient dû être affectées aux collectivités territoriales gestionnaires ainsi qu'à l'agence de financement des infrastructures de transport de France (AFITF) qui a pour but d’améliorer les infrastructures de transport et de soutenir des projets de développement du transport ferroviaire et fluvial.
Le montant de la taxe va de 8,8 à 15,4 centimes d'euros par kilomètre parcouru (taxe variable selon la taille, le poids et le niveau de pollution du camion) pour 2014 et devrait rapporter 1,2 milliard d'euros par an à l'AFITF. Son instauration soulève l'opposition d'une partie des agriculteurs et des routiers. Cette contestation débouche sur la dégradation, voire la destruction de certains portails, et sur des affrontements parfois violents, notamment en Bretagne.
Cette taxe sous cette forme établie a été abandonnée par la France, laissant en l'état un certain nombre de portiques permettant de s'assurer que les poids lourds passant étaient bien répertoriés par le système.

## Principe
La taxe poids lourds est une redevance kilométrique, proportionnelle à la distance parcourue. Elle vise à faire payer aux camions de plus de 3,5 tonnes l'usage du réseau routier français non concédé (c'est-à-dire non soumis à des péages).

## Cadre et modalités d'application
Le réseau routier taxable est constitué du réseau routier national, à l’exception des autoroutes et ouvrage à péage et des routes nationales à faibles trafics qui ne font pas partie du réseau trans-européen, et des routes locales (départementales et communales) qui subissent un report de trafic depuis les autoroutes et ouvrages à péage, le réseau routier taxable ou les routes situées dans un état frontalier qui serait soumises à un droit d’usage (taxe, péage ou redevance).
La cartographie de l'ensemble du réseau « écotaxé » est consultable sur le site du ministère chargé des Transports.

## Histoire

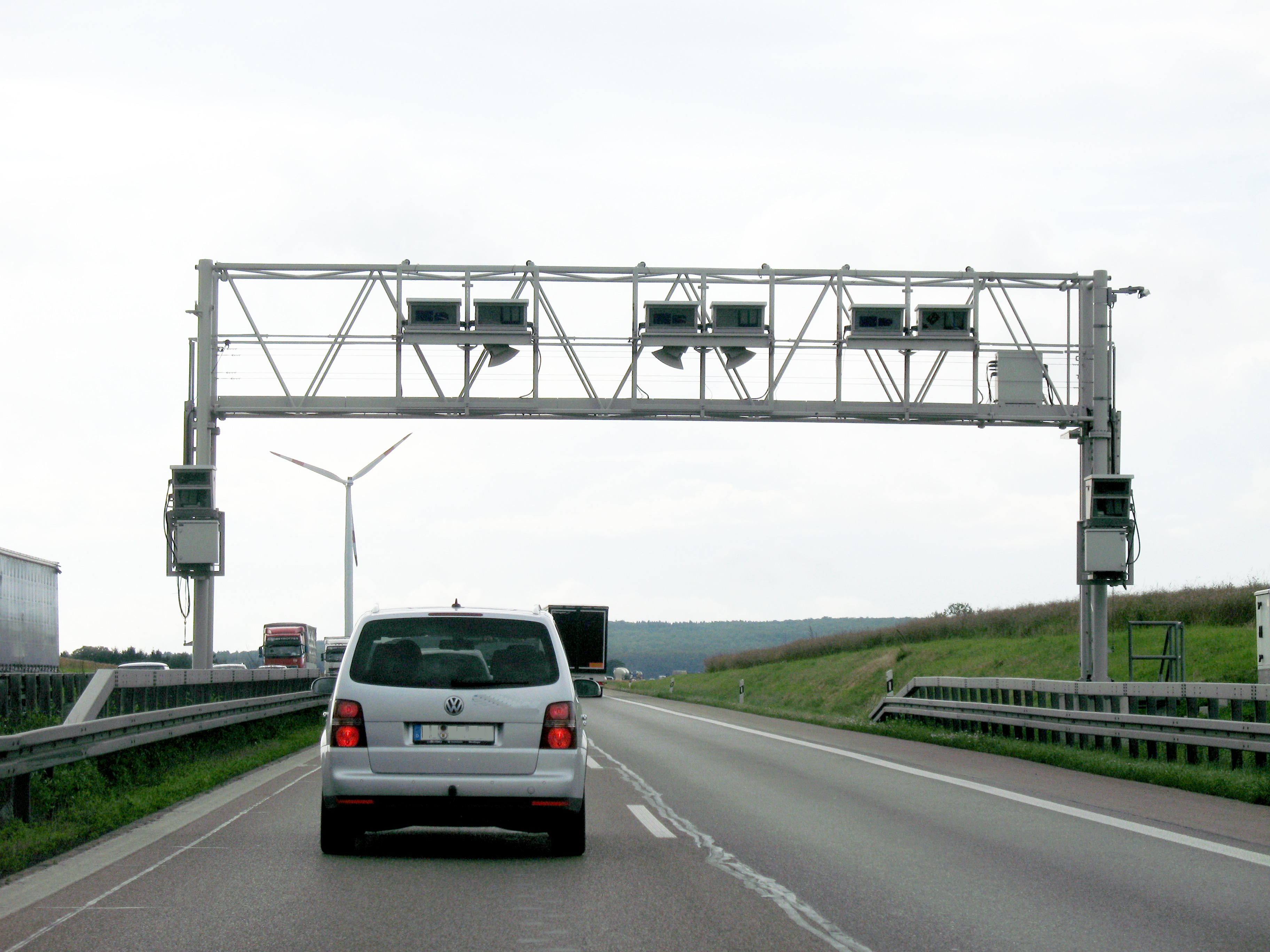
Portique écotaxe, équipé de caméras, récepteurs radios et lasers.

L'Allemagne voisine décide d'imposer une taxe sur les poids-lourds empruntant son réseau autoroutier, la LKW-Maut. Ainsi, une partie du trafic de transit de l'autoroute A5 allemande se reporte sur le réseau alsacien, parallèle et gratuit, ce qui aggrave aujourd'hui sa saturation. L'Assemblée nationale vote en décembre 2005 un amendement instituant également une taxe sur les poids lourds en Alsace, à l'initiative du député Yves Bur. Finalement, la taxe alsacienne sur les poids-lourds ne sera jamais appliquée, mais une taxe nationale est décidée, et votée. La contestation née en Bretagne, sous la forme du mouvement des Bonnets rouges, a finalement raison de la taxe nationale, qui n'est pas non plus appliquée. Principalement pour des raisons de qualité de l'air, Alsace Nature dépose un recours auprès du Conseil d’État. Le rapporteur public donne raison à Alsace Nature, aussi le parlement avalise-t-il l'abandon définitif de la taxe poids lourds. Alsace Nature lance une pétition en faveur de la taxe sur les poids-lourds, et partant, de l'amélioration de la qualité de l'air, pétition qui n'aboutit pas.

### Mise en place
En mai 2009, un appel d'offres est lancé pour un contrat de partenariat public-privé portant sur la collecte et une partie contrôle de la taxe poids lourds. C'est la première fois depuis les fermiers généraux que l'État confie la collecte de l'impôt à une compagnie privée. Toutefois, la qualification d'impôt peut être discutée. L'écotaxe étant le prix de l'usage du réseau routier et donc ayant comme contrepartie l'usage de la route, peut aussi être considérée comme une redevance pour service rendu similaire aux péages autoroutiers dont la collecte est confiée à la société concessionnaire exploitante. Le Conseil constitutionnel a par ailleurs rappelé par la Décision no 2013-670 DC du 23 mai 2013 que la majoration de la prestation de transport de marchandises destinée à assurer une répercussion de l’écotaxe sur les utilisateurs de la prestation de transport et à la rendre neutre pour le transporteur, n'était pas un impôt.
Le 14 janvier 2011, l'offre déposée par la société Autostrade per l'Italia, filiale du groupe Benetton, est classée première par l'État à l'issue de l'appel d'offres. En application du règlement de la consultation, la société Autostrade per l'Italia s'est engagée à réaliser le projet, après la signature du contrat, avec ses sous-contractants français qui pourront entrer au capital de la société de projet : Thales (11 %), SNCF (10 %), SFR (6 %) et Steria (3 %).
Le 8 février 2011, la société Autostrade per l'Italia, est désignée attributaire du contrat de treize ans et de plus de 2 milliards d'euros, portant sur « le financement, la conception, la réalisation, l'entretien, l’exploitation et la maintenance du dispositif nécessaire à la collecte, à la liquidation et au recouvrement de l’écotaxe poids lourds ».
À la demande de plusieurs sociétés évincées, le 17 février 2011, le tribunal administratif de Cergy-Pontoise ordonne la suspension de la signature du contrat, qui est effective par une ordonnance du 8 mars 2011,. Les sociétés concurrentes arguaient que le ministre avait pris pour conseil et concours technique des sociétés filiales à 100 % d’un groupe entretenant des liens commerciaux avec la société Autostrade per l’Italia. Le tribunal administratif note que « l'impartialité des conseils de l'État n'est pas suffisamment établie ». Le Conseil d'État est saisi par Nathalie Kosciusko-Morizet, alors ministre chargé de l'Écologie, et par Autostrade per l’Italia d'un pourvoi en cassation contre cette ordonnance.
Le 24 juin 2011, le Conseil d'État publie une décision dans laquelle il écarte l’ensemble des moyens soulevés par les entreprises évincées pour demander l'annulation de la procédure de passation du marché.
Le contrat de partenariat est signé le 20 octobre 2011. Le 28 octobre 2011, Thales, Steria, SFR et la SNCF entrent dans le capital de la société Ecomouv SAS. Ils doivent, à terme, posséder, à eux quatre, 30 % des parts de cette société, le reste étant possédé par Autostrade per l'Italia.

### Contestations, reports et retards
Selon un rapport des experts de la mission d'appui aux partenariats public-privé (PPP) remis en février 2009 et consulté par le quotidien Le Parisien, l'État aurait pu avoir recours à une entreprise publique, via un marché public, ce qui aurait coûté environ 250 millions d'euros de moins. La mission a cependant donné un avis favorable car elle a jugé le projet plus rapide à mettre en œuvre. Le critère qui semble avoir permis à Écomouv' d'être choisi était en particulier de réduire ses délais de mise en œuvre de l'écotaxe de 24 à 21 mois. 
Le décret d'application fixant les modalités définitives du contrat a été signé le 6 mai 2012, jour du second tour de la présidentielle de 2012, par Thierry Mariani, l'ex-ministre des Transports, ce qui pose un problème de précipitation, selon la ministre de l'environnement Ségolène Royal. 
L'installation de 173 portiques, dont environ 150 construits par la société "Lacroix Signalisation", basée à Saint-Herblain en Loire-Atlantique est réalisée très vite. Début septembre 2012, celui de Saint-Médard-d’Eyrans était déjà le vingtième posé.

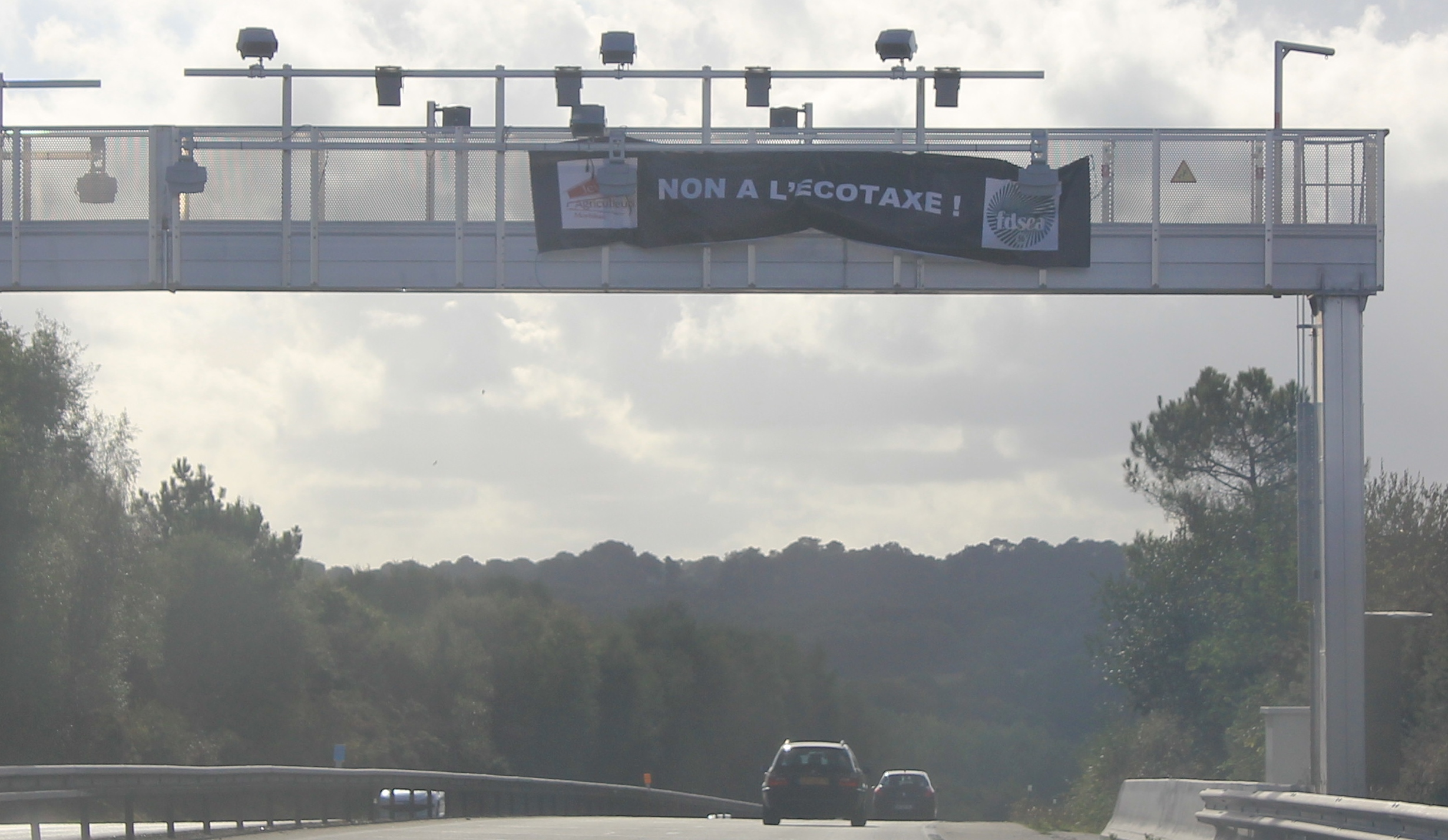
Bannière s'opposant à la mise en place de l'écotaxe en Bretagne.

Le 28 février 2013, le ministre des Transports, Frédéric Cuvillier, annonce un report de l'application de l'écotaxe poids lourds. Initialement prévue en juillet, la taxe s'appliquera au niveau national au 1er octobre 2013. 
La phase d'expérimentation en Alsace est remplacée par une expérimentation nationale de 3 mois, de juillet à septembre. La participation à celle-ci se fera sur la base du volontariat.
Un report (au 1er janvier 2014) est confirmé le 5 septembre 2013, justifié par des éléments nouveaux: des dysfonctionnements dans le dispositif livré par Ecomouv, la société chargée de collecter l'écotaxe auprès des entreprises de transports. Le quotidien Le Figaro révèle au même moment que seulement 20 000 véhicules équipés de boîtiers sur un total de 800.000 concernés sont enregistrés, la Confédération du commerce de gros (CGI) estimant que « 98 % des dossiers des entreprises n'ont pas été encore traités », selon une enquête menée le 30 août 2013, tandis que Frédéric Cuvillier accuse « le manque de préparation du dispositif et d'anticipation des difficultés sous le précédent gouvernement ».

### Vandalisation des portiques écotaxe
Le Mouvement des Bonnets rouges ne prend forme que très progressivement en Bretagne. Tout commence par une manifestation conjointe entre les sections syndicales Force ouvrière des abattoirs Doux (poulet) et Gad (porc), où 889 suppressions de poste ont lieu sur les 1700 salariés, et des syndicats d'exploitants agricoles du Finistère, le 2 août 2013, au cours de laquelle les manifestants ont scié les montants du portique puis l’ont fait tomber avec des cordes. François Palut, président de l’Ameb, l’association pour le maintien de l’élevage en Bretagne, dénonce: « entre l’aliment, les poussins, le transport à l’abattoir… Un poulet produit chez nous paiera six fois l’écotaxe avant de se retrouver en rayon, contre une seule fois pour un poulet importé ».
Dès le 16 juin 2013, la jonction s'était concrétisée par une conférence de presse commune,. Trois samedis de manifestation consécutifs (les 14, 21 et 28 octobre) devant le portique écotaxe de Pont-de-Buis-lès-Quimerch sont décidés par les syndicalistes agricoles et le Comité de convergence des intérêts bretons (CCIB). La manifestation prendra de l'ampleur le 3e samedi, au cours duquel commencent les premières violences.
Début octobre, le tribunal de commerce de Rennes a décidé que les Abattoirs Gad de Lampaul-Plouarzel (Finistère), qui emploient 900 salariés sur le site, soumis à une forte concurrence européenne, doivent fermer tandis qu'en maintenu en activité de l'abattoir de Josselin, de la même société. Pour faire face au transfert de production entre les deux usines, une centaine d'intérimaires payés moins de 600 euros par mois et venus de Roumanie arrivent début octobre à Josselin, où les contrats en CDD ne sont plus renouvelés, sur fond de préparation d'une  "directive d'exécution" européenne sur les travailleurs détachés. Le 21 octobre 2013, le quotidien «Le Télégramme» révèle que 350 salariés de Lampaul-Plouarzel en colère ont décidé d'occuper l'abattoir de Josselin. D'après les forces de l'ordre, environ 400 salariés en sont sortis, repoussant manu militari les manifestants venus de Lampaul, par "une bousculade assez vive et des échanges de coups".
Peu après, le terme de "Bonnets rouges" fait son apparition, le samedi 28 octobre 2013, lors de l'assaut de plusieurs centaines de personnes contre le portique de Pont-de-Buis-lès-Quimerch, à une soixantaine de kilomètres de Lampaul-Plouarzel, au cours duquel un manifestant a la main arrachée en ramassant une grenade lancée par les forces de l'ordre,. Les Bretons se coiffent de bonnets rouges pouvant rappeler la Révolte du papier timbré, une révolte antifiscale dans l'Ouest de la France en 1675,,. Selon José Bové, « les manifestations en Bretagne (contre l'écotaxe) sont manipulées par la FNSEA et le MEDEF qui soutiennent une agro-industrie qui va droit dans le mur, ».
Le 29 octobre 2013, le Premier ministre annonce la suspension de la mise en place de l'écotaxe. Les infrastructures prévues pour collecter l'écotaxe poids lourds sont déjà en place pour partie. Cette annonce provoque de vives réactions de part et d'autre.
Le 2 novembre 2013, une manifestation contre l'écotaxe réunit de 20 à 40 000 Bretons à Quimper. Des 20 portiques installés en Bretagne historique, six sont mis hors service ; l'un d'eux est démonté par les services de l'État, à Pont-de-Buis, et quatre sont détruits à Guiclan (août), Melgven (fin octobre), Saint-Allouestre (2 novembre) et Lanrodec (2 novembre). La protestation continue en Bretagne avec l'incendie et le démontage de portiques peu avant l'été 2014, le portique de Jugon-les-Lacs est vandalisé le 4 juin 2014 et démonté le 5 juin 2014, le portique de Brec'h est vandalisé dans la nuit du 10 juin 2014 au 11 juin 2014 et démonté dans la foulée, portant à 10 le nombre de portails démontés en un an en Bretagne. Une borne mobile de contrôle de camions est aussi brûlée dans le Nord à Avesnes-sur-Helpe.
À ce jour, des vingt portiques installés en Bretagne historique, 14 ont été démontés après avoir été vandalisés, dont 13 à la suite d'incendies. Six autres ont été incendiés en France dont 5 démontés, à Villedieu-les-Poêles (incendié le 8 février), Dreux (9 au 10 février), Donnery (10 avril), Levroux (10 avril), Cholet (1er au 2 février) et Épannes dans les Deux-Sèvres (10 avril). Celui du Levroux dans l'Indre a été réparé par Ecomouv le 21 octobre, lorsque l'abandon de l'écotaxe était déjà entériné. Pour les 130 bornes mobiles de contrôle installées, 24 ont été incendiées à 17 endroits différents, essentiellement dans le Nord - Pas-de-Calais, le Jura, les alentours de Lyon, Marseille et le Sud-Ouest.

### Évolution
Ségolène Royal, ministre de l'Écologie nommée dans le gouvernement Valls (début avril 2014), envisage de remplacer l’écotaxe par une vignette, afin de ne taxer que les camions étrangers, même si cela engagerait juridiquement des problèmes, notamment une possible discrimination devant la loi.
Toutefois, il est prévu de ne procéder aux décisions qu'en juin. Selon le gouvernement, l'écotaxe doit être remplacée par un « péage de transit poids lourds » au 1er janvier 2015. Ce péage concernera les camions de plus de 3,5 tonnes roulant sur 4 000 km de routes à fort trafic au lieu de 15 000 km dans l'ancien système. Ce péage ne concernera pas les véhicules et matériels agricoles, les véhicules dédiés à la collecte du lait, les véhicules forains et de cirque.
Cette remise en question passe d'une part par un amendement au projet de loi de finances rectificative 2014, dont l'examen débute le 22 juin 2014 à l'Assemblée nationale, et d'autre part par le fait de « rediscuter sur ces nouvelles bases » le contrat de la société Ecomouv.
Le manque à gagner menacerait des dizaines de projets locaux d'infrastructures de transport « durable ».
L'écoredevance poids lourds est finalement suspendue le 9 octobre 2014 par Ségolène Royal à la suite de nouvelles menaces de grève des routiers. Pour combler le manque à gagner, le gouvernement décide d'augmenter la taxe sur le gazole de deux centimes d'euros.

### Dénonciation de la concession
À la suite de l'impopularité du dispositif et aux difficultés rencontrées, l'État a rompu le 30 octobre 2014, le contrat avec la société Ecomouv’, pour un montant de 403 millions d’euros d'indemnités, et de 390 millions d’euros de créances d'Ecomouv .
Depuis le premier janvier 2015, les recettes prévues sont remplacées par une taxe moins controversée de deux centimes (TVA comprise) par litre de gazole qui devrait rapporter environ 800 millions d'euros. Cette taxe sera comptée dans la TICPE.

### Critique d'une éventuelle suppression
En 2016, certains décideurs ont critiqué l'idée de la suppression de la taxe: Pour le vice-président d'Auvergne-Rhône-Alpes délégué à l'environnement, au développement durable et à l'énergie, des expérimentations régionales sont souhaitables.
De même, l'association Alsace Nature a déposé une injonction de mise en œuvre du dispositif technique de collecte de l’écotaxe poids lourd.

## Le contrat
La société française Écomouv' est détentrice du contrat pour ce service sur une durée de treize ans et trois mois (soit un total de 159 mois), pour une rémunération du service de collectes de 250 millions d'euros soit 20 % des 1,15 milliard d'euros de recettes escomptés. Ce coût suscite les interrogations du Figaro qui précise « que les partenariats public-privé traditionnels ne décrochent qu'en moyenne 2 à 3 % des recettes » et alors que le coût de la collecte de l'impôt par l'État français est en moyenne de 1 %.
Certains considèrent ce contrat déséquilibré : l'État français doit indemniser la société Ecomouv en cas de dédit ou de retard de mise en œuvre de la taxe mais aucune pénalité n'est prévue en cas de non-respect de ses engagements par la société concessionnaire ; le rendement du contrat est particulièrement élevé pour la société Ecomouv qui doit voir ses investissements remboursés dès la fin troisième année du contrat prévu pour durer un peu plus de treize ans, le financement étant apporté par un consortium de banques à un taux moyen de l'ordre de 7 %.
Une enquête préliminaire a été confiée, en 2011, au parquet de Nanterre à la suite de soupçons de corruption : l'une des sociétés candidates au PPP aurait été approchée en septembre 2010 par un cabinet d'avocats auquel elle aurait dû faire appel si elle voulait l'emporter,,,. L'enquête réalisée par la brigade financière a conclu, en mai 2012, à l'absence d'infraction puis le parquet de Nanterre a classé le dossier en octobre 2013 avant de le rouvrir le mois suivant pour approfondir les investigations.
Faisant suite aux manifestations ayant lieu en Bretagne en novembre 2013, et alors même que le principe de cette fiscalité « avait été adopté largement par la classe politique lors du Grenelle de l'environnement » et que les grandes lignes du contrat étaient connues, plusieurs personnalités politiques s'élèvent contre les clauses de celui-ci jugées « extrêmement désavantageuses pour l'État d'un point de vue financier ».
Il est à noter que le contrat de partenariat n'a pas été rendu public par le gouvernement, contrairement aux pratiques habituelles en matière de concessions routières.[réf. nécessaire]

## Modalités de calcul
L'article L. 3222-3 du code des transports prévoit une majoration du prix du transport, de plein droit du montant de l'écotaxe poids lourds supportée par l'entreprise. L'entreprise peut répercuter intégralement cette charge nouvelle sur les prix facturés à ses clients.
Un décret de 2012 a créé une « Commission administrative ayant pour mission d'évaluer le fonctionnement du mécanisme de répercussion de l'écotaxe sur le prix et de proposer, le cas échéant, les améliorations nécessaires ». Cette commission consultative, qui réunit des représentants de l'État, des entreprises de transport routier de marchandises et de leurs clients, et qui peut être « saisie par le ministre chargé des transports de toutes questions relatives aux modalités de répercussion de cette taxe ».
Ce décret fixe aussi les conditions d'établissement de la majoration sur des bases réelles ou forfaitaires, et les modalités d'application. Il définit plusieurs méthodes de majoration du prix du transport selon « des spécificités des activités des entreprises et de leurs modes d'organisation (transport de lots complets, transport de lots partiels, activités de messagerie, etc.) ». Ainsi, en cas de transport groupé avec opérations de tri et acheminements multiples ou quand le prix d'un transport multimodal ne permet pas d'isoler facilement la part du "routier" dans le transport, le montant de la taxe sera forfaitaire « en application d'un barème fixé par arrêté du ministre chargé des transports et établi en fonction du poids et des lieux de chargement et de déchargement des marchandises transportées ».
Application modulée : par ailleurs, la taxe sera minorée dans certaines régions :
- de 30 % pour l'usage des routes taxées situées dans des régions dites périphériques (éloignées des grandes unités urbaines européennes, autrement dit pour les régions comportant au moins un département métropolitain classé dans les départements les plus éloignés du centre de gravité européen qu’est la Ruhr (Allemagne) : Aquitaine et Midi-Pyrénées ;
- de 50 % pour l'usage des routes taxées dans des régions dites périphériques et ne disposant pas d'autoroute à péage : Bretagne.

## Solution technique

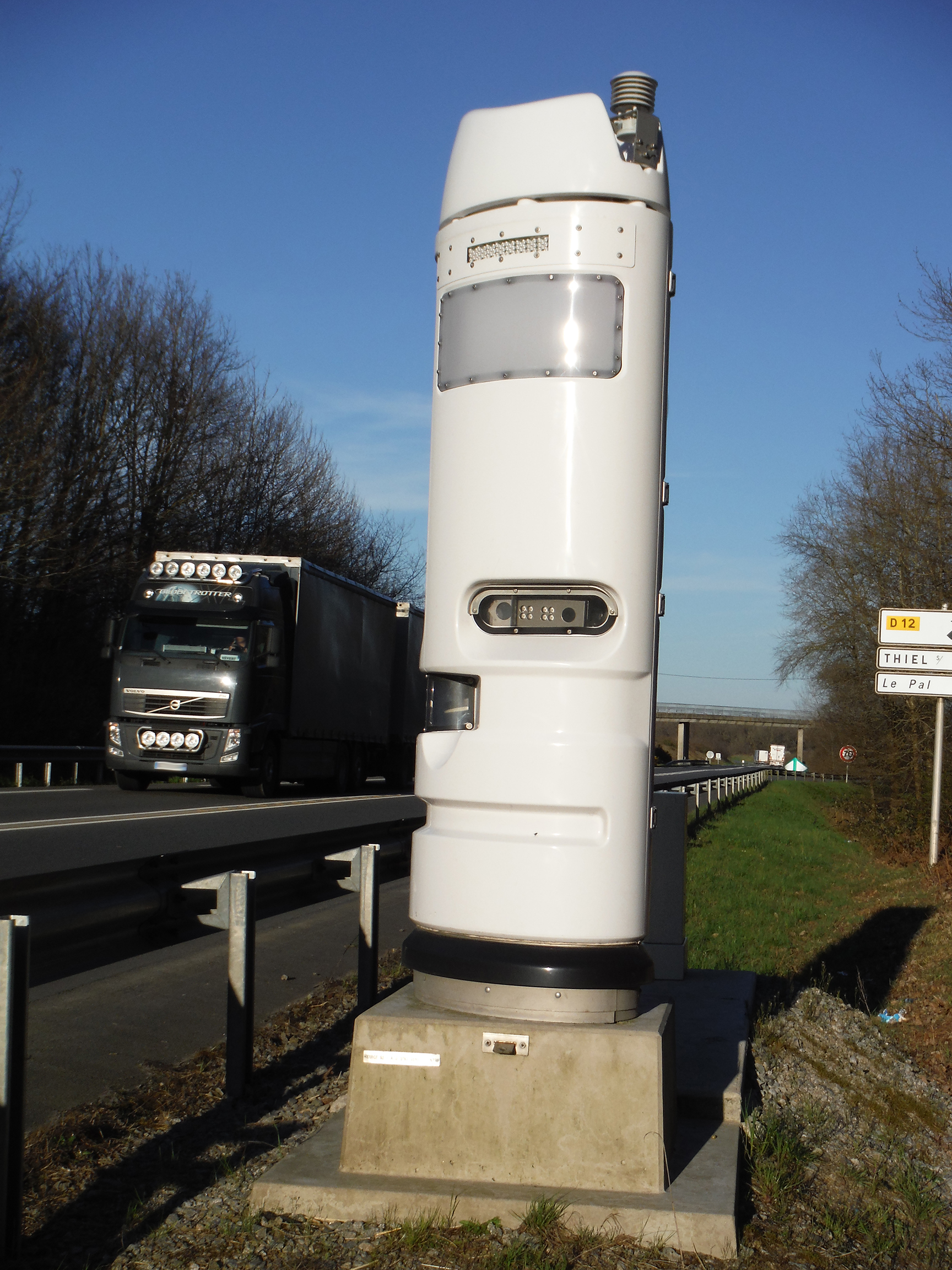
Borne écotaxe.

La taxe impose à tous les poids lourds circulant sur le réseau routier national et départemental d'être équipés d'un boîtier équipé d'un traceur GPS et d'un émetteur radio.
173 portiques métalliques (sur les quatre-voies et autoroutes) et environ 130 bornes mobiles (cabines blanches hautes de 2,5 m et déplaçables, sur les routes à deux voies départementales et nationales) sont installés sur tout le réseau routier pour contrôler les quelque 600 000 poids lourds français et les 200 000 poids lourds étrangers. Ils sont équipés de capteurs laser pour distinguer le type de véhicule et en établir la silhouette, de récepteurs radios qui dialoguent via un système d’ondes courtes pour indiquer si le camion qui approche est bien équipé d'un boîtier, et de caméras qui prennent une photo si le camion est en infraction, ces données étant envoyées par télétransmission à un centre spécialisé à Metz.
Il existait une carte nationale qui révélait la localisation des portiques écotaxe et une autre qui révélait la localisation des bornes écotaxe. Par ailleurs, Ecomouv avait mis sur son site une carte des terminaux où l'on pouvait acheter des boitiers écotaxe, ou payer la taxe. Ils étaient installés sur les grandes aires d'autoroute et les centres routiers, ainsi que dans certaines zones industrielles.

## Redevables abonnés
« Les utilisateurs qui le souhaitent pourront signer un contrat d'abonnement avec une société habilitée fournissant un service de télépéage (SHT). La SHT fournira l'équipement embarqué ainsi que tous les autres services connexes, notamment l'indication sur sa facture mensuelle de la taxe à acquitter. Les modalités commerciales des contrats entre les redevables et les sociétés de télépéage sont libres, mais les abonnés pourront bénéficier des avantages prévus par la loi […]. Ces utilisateurs sont dénommés « redevables abonnés ». Les redevables abonnés bénéficient d’une réduction de taxe de 10 % . »

## Base juridique

### Cadre communautaire
- Directive 2004/52/CE du Parlement européen et du Conseil du 29 avril 2004 dite "Interopérabilité" ;
- Directive 2006/38/CE du 17 mai 2006 du parlement et du Conseil modifiant la directive 1999/62/CE relative à la taxation des poids lourds pour l'utilisation de certaines infrastructures dite "Eurovignette" ;
- Décision de la Commission 2009/750/CE relative à la définition du service européen de télépéage et à ses aspects techniques ;

Transposition en droit français ;
- Décret no 2011-812 du 5 juillet 2011 relatif à la mise sur le marché, au retrait ou à l'interdiction des constituants d'interopérabilité du service européen de télépéage ;
- Décret no 2011-813 du 5 juillet 2011 relatif aux conditions d'enregistrement en France des sociétés prestataires du service européen de télépéage ;
- Arrêté du 2 novembre 2011 relatif aux demandes d'inscription sur le registre des prestataires du service européen de télépéage ;
- Arrêté du 29 juin 2012 relatif au marquage CE des constituants d'interopérabilité du service européen de télépéage.

### Cadre national législatif
Loi no 2008-1425 du 27 décembre de finances pour 2009 (article 153) modifiée par :
- la Loi no 2009-1674 du 30 décembre 2009 de finances rectificative (article 32)
- la Loi no 2010-1658 du 29 décembre 2010 de finances rectificative pour 2010, la Loi no 2011-1977 du 28 décembre 2011 de finances pour 2012
- la Loi no 2011-1978 de finances rectificative du 28 décembre 2011 (article 53)
- la Loi no 2012-1510 du 29 décembre 2012 de finances rectificative pour 2012
- la Loi no 2013-431 du 28 mai 2013 portant diverses dispositions en matière d'infrastructures et de services de transports

## Opposition
Les Français apparaissent très partagés sur l'écotaxe. Selon un sondage BVA pour i-Télé, le mensuel CQFD et le quotidien Le Parisien-Aujourd'hui en France réalisé les 7 et 8 novembre 2013, 49 % des Français sont pour une suppression de l'écotaxe et 48 % sont contre.
L’opposition à cette taxe n’est pas limitée aux organisations professionnelles directement concernées. À la suite du mouvement de protestation des « bonnets rouge », tous les horizons politiques prennent position sur le sujet.
Certaines critiques de la taxe poids lourds suggèrent son aspect négatif pour les entreprises industrielles françaises utilisant des sous-traitants français ce qui aurait pour conséquence, selon Frédéric Saint-Geours, le président du GFI, de taxer certains produits industriels « 7 ou 8 fois au fur et à mesure des différentes étapes de fabrication ». Dans le secteur agro-alimentaire, la FNSEA demande « l'ajournement et pas la suppression de l'écotaxe sur les poids lourds qui doit entrer en vigueur le 1er janvier 2014 ».
L'une des fédérations de transporteurs, forte de 3 000 membres, l'OTRE (Organisation des transporteurs routiers européens), organise le 16 novembre 2013 une manifestation à proximité de portiques Écomouv, regroupant 2100 camions selon la police et près de 4000 pour les organisateurs, pour exprimer son désaccord avec cette taxe mise en place par le Grenelle de l'environnement. Leurs revendications sont « la suppression pure et simple de l'écotaxe dans sa version actuelle » l’impératif d'« annuler la loi ». Elle organise également des barrages filtrants le samedi 30 novembre 2013.
Les quatre autres fédérations de routiers (FNTR, TLF, Unostra et CSD) étaient opposées au principe de l'écotaxe avant qu'elle ne soit votée à l'unanimité par le Parlement en 2009, mais ont participé ensuite à l'élaboration du dispositif et notamment au principe de répercussion de la taxe sur le prix de vente. Elle jugent également que le mouvement d'opposition à l'écotaxe fait du tort à la profession : « Nous ne sommes pas unis derrière cette manifestation qui apparaît plutôt comme un aveu de faiblesse ».
D’une manière plus générale, si l’on excepte la sensibilité écologiste, cette taxe rencontre l'opposition de plusieurs partis politiques et les hésitations de quelques autres. Certaines associations lui sont farouchement hostiles.
Selon les opposants aux contrôles radar des automobilistes, « les portiques écotaxe sont un des éléments permettant le développement d'une sorte de métaconnaissance ou métasurveillance qui sera une arme redoutable pour qui voudra assoir son autorité sur le peuple ou le priver de ses libertés »[source insuffisante]. 
L’IFRAP pose la question suivante : « Une nouvelle usine à gaz ? ». Pour cet organisme, « il s’agit d’une organisation lourde à mettre en place et qui n’est pas sans poser de nombreux problèmes ». Par ailleurs, cette taxe apparaît au moment précis où le poids de la fiscalité et des autres prélèvements atteint des sommets[non neutre] (46,3 % du PIB en France en 2013).
La fondation Copernic remarque que cette taxe ne peut pas atteindre ses objectifs de réduction du transport de marchandises par route faute d’investissements dans des moyens de transport d’alternatifs (rail, ferroutage). Et d’ajouter qu’il s’agit d’un impôt « qui n’a d’écologique que le nom ».
Le Front national demande « la suppression définitive de l’écotaxe ». L’Action française considère que « plus encore peut-être qu’à une taxe, difficile à assumer par les secteurs qui en seront victimes (agriculture, transport, agro-alimentaire), c’est à l’arrogance d’un État égalisateur et écolo-éradicateur que s’en prennent les membres d’un pays réel qui donnent le signal d’une juste révolte contre un pays légal hors sol ».
Le Parti communiste approuve la suspension du dispositif : « En annonçant la suspension de l'éco-taxe, le Premier ministre a pris la seule décision possible face à la situation induite par la cristallisation des mobilisations et des tensions. Pour autant, l'éco-taxe ne doit pas être rejetée par principe ».
Lutte ouvrière évoque « une lutte contre une taxe injuste » tout en affirmant que cette lutte « n'est pas une revendication primordiale pour les salariés, comme l'est la défense des emplois et des salaires ». Selon Lutte ouvrière, « en mélangeant les revendications ouvrières à des revendications régionalistes, ou plus précisément en mettant les premières à la traîne des secondes, cela a permis aux capitalistes de tirer profit de la mobilisation ».
Quant à l’UMP, ses représentants semblent mal à l’aise face à ce dispositif fiscal inédit qu'ils ont contribué à mettre en place quand ils étaient au pouvoir. Leurs membres et même leurs responsables sont divisés sur le sujet. Certains responsables importants (Xavier Bertrand, Rachida Dati) se sont désolidarisés de la conclusion du contrat ECOMOUV. D’autres (François Fillon, Valérie Pécresse) approuvent le principe du partenariat public-privé pour la perception de taxes.
Au Parti socialiste, la porte-parole du groupe parlementaire, Annick Lepetit précise devant la presse « qu'elle comprend et approuve la décision du Premier ministre de reporter l’entrée en vigueur de l’écotaxe », tout en précisant que « cette décision ne remettait pas en cause le principe d’une fiscalité écologique ».
Cette taxe poids lourds devait s'appliquer au transports de marchandises par camions, pour financer le fret ferroviaire et le transport fluvial, votée dans une quasi-unanimité politique en 2009, dans la foulée du Grenelle de l’Environnement, l’écotaxe ne sera finalement jamais appliquée en raison de l’opposition qu’elle a suscitée.

### Émissions de radio
- Fabrice Drouelle, « 2013, la révolte des bonnets rouges » [audio], sur Affaires sensibles, France Inter, Radio France, 9 octobre 2023 (consulté le 12 octobre 2023) À la suite de ce mouvement et l'abandon de la taxe poids lourds en France,   aucune charge particulière ne pèse sur le transport routier, en dépit des pollutions et de sa part menant au réchauffement climatique.